# Malesherbes
För andra betydelser, se Malesherbes (olika betydelser).
Malesherbes är en kommundel (commune déléguée), till 2015 en egen kommun, sedan dess tillhörig kommunen Le Malesherbois i departementet Loiret i regionen Centre-Val de Loire strax norr Frankrikes mitt. Kommunen ligger i kantonen Le Malesherbois som tillhör arrondissementet Pithiviers. År 2018 hade Malesherbes 6 089 invånare.

## Befolkningsutveckling
Antalet invånare i kommunen Malesherbes
| Referens: INSEE |